# Игрежа-Нова-ду-Собрал
Игрежа-Нова-ду-Собрал (порт. Igreja Nova do Sobral)  —  район (фрегезия) в Португалии,  входит в округ Сантарен. Является составной частью муниципалитета  Феррейра-ду-Зезере. По старому административному делению входил в провинцию Рибатежу. Входит в экономико-статистический  субрегион Медиу-Тежу, который входит в Центральный регион. Население составляет 704 человека на 2001 год. Занимает площадь 13,07 км².